# اسلش‌فیلم
/فیلم که اسلش‌فیلم نیز نوشته می‌شود، وبلاگی است که اخبار فیلم، نقدها، مصاحبه‌ها و تریلرها را پوشش می‌دهد. در اوت ۲۰۰۵ توسط پیتر اسکیرتا تاسیس شد.

## پادکست‌ها
شش پادکست در سایت اجرا شده است. /فیلم‌کست به میزبانی دیوید چن، دویندرا هاردوار و جف کاناتا به صورت هفتگی پخش می‌شود و بر بحث درباره فیلمی که اخیراً منتشر شده است، به همراه اخبار جاری فیلم و سایر موضوعات سرگرمی مرتبط تمرکز دارد (آدام کویگلی به همراه چن و هاردوار مجری برنامه بود. از ۲۰۰۸ تا ۲۰۱۳). در جولای ۲۰۲۱، نمایش از سایت مستقل شد و به فیلم‌کست تغییر نام داد.  فایل‌های توبولوفسکی که توسط چن میزبانی می‌شود، استیون توبولوسکی بازیگر شخصیت را نشان می‌دهد که در مورد حرفه، زندگی و موضوعات دیگر صحبت می‌کند. بازیگران موجه که چن نیز مجری آن بود، فصل ۳ سریال تلویزیونی موجه را دنبال کرد. عوامل پادشاهان یک پادکست است که توسط چن و جوانا رابینسون از سایت ونتی‌فر میزبانی می‌شود و در آن هر قسمت از بازی تاج و تخت را مورد بحث و تحلیل قرار می‌دهند. کسی که درب را می‌زند پادکست دیگر چن و رابینسون است که در آن هر قسمت از بریکینگ بد را تشریح می کنند. /فیلم‌دیلی میزبان پیتر اسکیرتا و گروهی از نویسندگان فیلم است که در آن درباره اخبار روز سینما بحث می‌کنند.